# 波因塔哈拉什 (路易斯安那州)
波因塔哈拉什（英語：Pointe à la Hache）是美国路易斯安那州普拉克明堂区的一个普查规定居民点，也是该堂区的区政府所在地。波因塔哈拉什是一个位于密西西比河东岸的小村庄，根据2010年美国人口普查，全村一共有187人。